# JRグループ音楽連盟
JRグループ音楽連盟（ジェイアールグループおんがくれんめい）とはJR7社の吹奏楽団などによって組織される団体である。

## 所属グループ
- JR北海道
  - JR北海道音楽クラブ
- JR東日本
  - JR東日本東北吹奏楽団
  - JR東日本東京吹奏楽団
- JR東海
  - JR東海音楽クラブ
- JR西日本
  - JR西日本吹奏楽団
  - JR西日本ふれあい楽団
  - JR西日本バンド連盟各部
- JR四国
  - JR四国吹奏楽部
- JR九州
  - JR九州吹奏楽団
- JR貨物
  - JR貨物音楽部

## 定期演奏会
過去に7回、日本各地で行われた。東京（2016年）、名古屋（2017年）、大阪（2018年）、福岡（2019年）、香川（2022年）、宮城（2023年）、浜松(2024年)で開かれた。